# Vencedores do Prêmio Brasil Olímpico de 2015
O Prêmio Brasil Olímpico de 2015 foi mais uma cerimônia anual promovida pelo Comitê Olímpico Brasileiro (COB) para homenagear os melhores atletas do ano. A escolha dos melhores em cada uma das 43 modalidades e a definição dos três indicados em cada categoria, masculina e feminina, foi feita por um júri composto por jornalistas, dirigentes, ex-atletas e personalidades do esporte. A escolha para o Troféu Melhor do Ano no Esporte é feita por este mesmo júri, enquanto o voto popular decide o Craque da Torcida, através da Internet. Os vencedores foram anunciados durante a festa do Prêmio Brasil Olímpico, no dia 15 de dezembro, no Teatro Bradesco, no Rio de Janeiro. A cerimônia homenageou os medalhistas brasileiros nos Jogos Pan-Americanos de 2015. Os atletas do ano foram Ana Marcela Cunha, vencedora de três medalhas mundiais na maratona aquática, e Isaquias Queiroz, campeão mundial em canoagem.
Além dessas categorias, o Prêmio Brasil Olímpico 2015 premiou o melhor técnico individual e coletivo, os melhores atletas paraolímpicos, o melhor técnico paraolímpico e melhores atletas escolares e universitários. Ainda foram oferecidos o Troféu Adhemar Ferreira da Silva e o Troféu COI “Esporte – Inspirando Jovens” e o Troféu Personalidade Olímpica.

## Vencedores por modalidade
Foram premiados atletas de 49 modalidades: